# Мономер
Мономе́р (др.-греч. μόνος «один» + μέρος «часть») — низкомолекулярное вещество, образующее полимер в реакции полимеризации; а также повторяющиеся звенья (структурные единицы) в составе полимеров.
Низкомолекулярные полимеры, образованные из небольшого количества мономеров и способные, в свою очередь, к полимеризации, принято называть олигомерами.
Способность к полимеризации в основном обусловлена наличием двойных связей в их молекулах.
Мономеры различают по функциональности. Бифункциональными называют мономеры, имеющие две реакционноспособные функциональные группы. Трифункциональными — соответственно три и т. д. Строго говоря монофункциональными мономеры быть не могут, так как такие вещества не способны к полимеризации, «обрывая» растущую полимерную цепь, но всё же могут использоваться для модификации молекулярной массы и молекулярно-массового распределения готового полимера и в качестве «активных разбавителей» для модификации технологических свойств реакционной смеси.
Функциональность мономера не является постоянной величиной и зависит от условий проведения реакции. Например в реакциях с эпоксидными или глицидиловыми группами глицерин при температурах ниже 80 °C проявляет себя как бифункциональный мономер. При температурах выше 120 °C — как трифункциональный. Бифункциональные мономеры образуют линейные (строго говоря — линейно-разветвлённые) полимеры. Трифункциональные и с более высокой функциональностью — сетчатые, «трёхмерные», характеризующиеся неплавкостью и нерастворимостью. Функциональность может быть и дробной величиной, если вычисляется по уравнению скорости реакции:
{\displaystyle V=k*(C_{a})^{a}*(C_{b})^{b}}, где:
{\displaystyle V} — скорость реакции, моль/с;
{\displaystyle k} — константа скорости реакции, моль/с;
{\displaystyle C_{a}} — концентрация мономера «а», моль вещества/моль реакционной массы;
{\displaystyle C_{b}} — концентрация мономера «b», моль вещества/моль реакционной массы;
{\displaystyle a} — функциональность мономера «а»;
{\displaystyle b} — функциональность мономера «b».
Другие низкомолекулярные вещества принято называть димерами, тримерами, тетрамерами, пентамерами и т. д., если они, соответственно, состоят из 2, 3, 4, и 5 мономеров. Приставку «олиго-» (сахариды, меры, пептиды) добавляют в общем случае, когда полимер состоит из небольшого количества мономеров.
Смешение двух мономеров А и Б, способных к самополимеризации и способных к взаимной реакции никогда не даёт ни регулярного чередования звеньев (-АБАБАБАБАБ-) ни абсолютно чистых цепей (-ААААААА- + -ББББББ-). Строение полученного сополимера зависит от четырёх констант реакций: константы реакции самополимеризации каждого из мономеров А и Б и констант реакции первого со вторым и второго с первым[прояснить].
- Если константа реакции сополимеризации мономера А значительно выше Б, то мы получим полимер вида: (-А(А)nАБ(Б)mБ-) с редкими вкраплениями А в Б и Б в А.
- Если константа реакции сополимеризации мономера А близка к Б, то мы получим полимер блочного вида: (-АААБББАААБББ-), причём величина блоков будет зависеть от отношения константы взаимной полимеризации к константе самополимеризации. Чем это величина больше — тем чаще происходит чередование мономеров.
- В случае, если константы реакции сополимеризации мономеров значительно различаются, технологически гораздо проще получить пластик с заданными свойствами простым механических смешением готовых гомополимеров.

## Примеры
Мономеры могут быть как органическими, так и неорганическими.
Примерами неорганических полимеров являются красный фосфор, селен.
Примерами органических мономеров могут служить молекулы ненасыщенных углеводородов, таких как алкены и алкины. К примеру, полимеризация этилена приводит к образованию широко известной пластмассы — полиэтилена.
Также в промышленности широко используют акриловые мономеры — акриловую кислоту, акриламид.
В результате полимеризации природных мономеров — аминокислот, образуются белки. Мономеры глюкозы образуют различные полисахариды — гликоген, крахмал.